# Battaglia di Dathin
La battaglia di Dāthin (in arabo معركة داثن‎?, Maʿrakat Dāthin) ebbe luogo nel febbraio 634 fra le truppe arabo-islamiche inviate dal primo califfo Abū Bakr e un piccolo contingente locale che rispondeva agli ordini di un patrizio bizantino.
Il luogo dello scontro, infatti, era in un villaggio nei pressi della cittadina palestinese di Gaza (arabo Ghazza) che, come tutta la Siria, era sotto il dominio di un patrizio di Costantinopoli.
L'azione - di minore importanza - servì da un lato a far dimenticare la precedente disfatta di Muʾta, avvenuta quando era ancora in vita il profeta Muḥammad, e dall'altro a convincere il successore di Abū Bakr, ʿUmar ibn al-Khaṭṭāb, ad avviare quelle incursioni su più vasta scala nella Siria che, per un complesso insieme di ragioni, si trasformarono in una vera e propria operazione di conquista.